# Шпадерский, Иосиф
Иосиф Шпадерский (пол. Józef Szpaderski; 1816—1877) — профессор римско-католической Варшавской духовной академии и духовный писатель.

## Биография
Иосиф Шпадерский родился в 1816 году в Скарышеве, Радомской губернии Привисленского края (Царства Польского) Российской империи. 
По окончании гимназического курса в Радомской губернской гимназии слушал лекции в Варшавской духовной академии, курс которой и окончил в 1839 году. 
Посвященный в духовный сан, Иосиф Шпадерский был одно время преподавателем в Конске (ныне Коньске), затем настоятелем приходов в Бедлине (ныне Быдлино близ Слупска) и с 1851 года в Осеке. 
В 1850-х же годах он был назначен профессором римско-католической Духовной Академии в Варшаве и стал читать там лекции по гомилетике и патрологии. Кроме того, он сотрудничал во многих варшавских изданиях, где помещал свои статьи и исследования по истории церкви и другим вопросам. Особенного внимания заслуживает его труд под заглавием: «Сельское население, его религиозность, нравственность и материальное положение» («Lud wiejski, jego religijność, moralność i byt materjalny»), напечатанный во II томе журнала «Варшавской библиотеки» за 1852 год. 
Отдельно И. Шпадерский выпустил свои проповеди, изложения катехизиса и два больших сочинения: «Наука нравственности» («Nauka moralności». Варшава, 1864; Краков, 1869) и «Об основаниях ораторского искусства» («O zasadach wymowy») mianowicie kaznodziejskiej. Краков, 1870). Ему же принадлежит значительное число статей и заметок в «Pamiętniku Religijno-Moralnym», «Pielgrzymie» и «Przeglądzie katolickim». Кроме того, большой популярностью пользовались его литографированные курсы по патрологии и гомилетике.
Иосиф Шпадерский скончался в 1877 году.